# Zoppas Arena
La Zoppas Arena è il più importante palasport della città di Conegliano, ubicato nella località Campolongo. La struttura, inaugurata il 22 novembre 2008, è di proprietà dell'amministrazione comunale ed è stata intitolata Zoppas Arena per motivi di sponsorizzazione.
Oltre ad aver ospitato le partite casalinghe della precedente squadra di pallavolo femminile di Conegliano, la Spes Volley Conegliano (militante in serie A1), ospita anche eventi musicali e culturali. È stato anche il campo di gioco ufficiale per le gare interne della Marca Futsal.

## Storia
La costruzione dell'impianto venne iniziata nel 1993 dal Comune di Conegliano, grazie ad un contributo economico in occasione del campionato mondiale di calcio Italia '90. Restò un'opera incompiuta per quindici anni, fino a quando, nel 2008, venne finalmente completata dall'amministrazione comunale e aperta al pubblico.
Gli impianti sportivi di viale dello Sport a Campolongo di Conegliano sono rappresentati dal nuovo palasport comunale, denominato Zoppas Arena, e anche dai nuovi stadi di rugby e di baseball: l'insieme di questi impianti costituisce una vera e propria cittadella dello sport.

## Attività

### Manifestazioni sportive ospitate
- Dal 13 al 16 febbraio 2009 si è svolta la final eight di Coppa Italia di calcio a 5, vinta ai rigori dall'Arzignano sui detentori della Luparense.
- Il 1º agosto 2009 ha ospitato l'amichevole vinta dalla Nazionale italiana di pallacanestro per 81 - 75 contro la Nazionale Canadese.
- Il 19, 20 e 22 novembre si è svolta la fase a gironi dell'Coppa UEFA 2009-10 tra ElPozo Murcia, la Luparense, l'Action 21 Charleroi e l'Iberia Star che ha visto la formazione padovana vincere il girone grazie alle tre vittorie conquistate.

## Galleria d'immagini

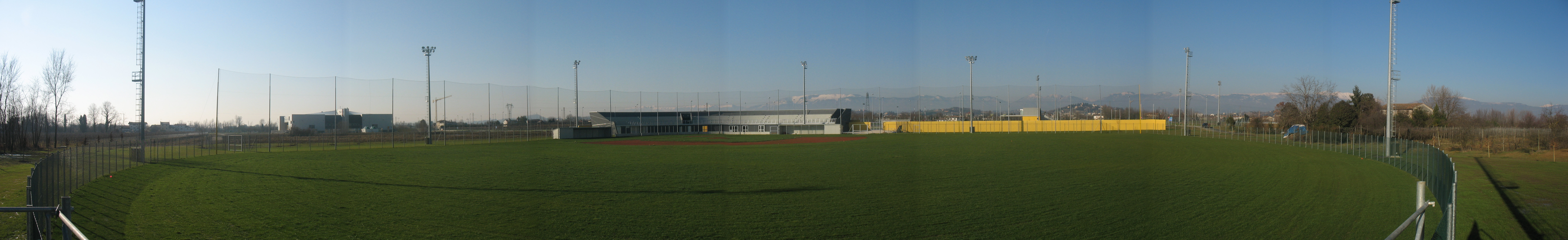
Il campo da baseball, a sinistra l'arena
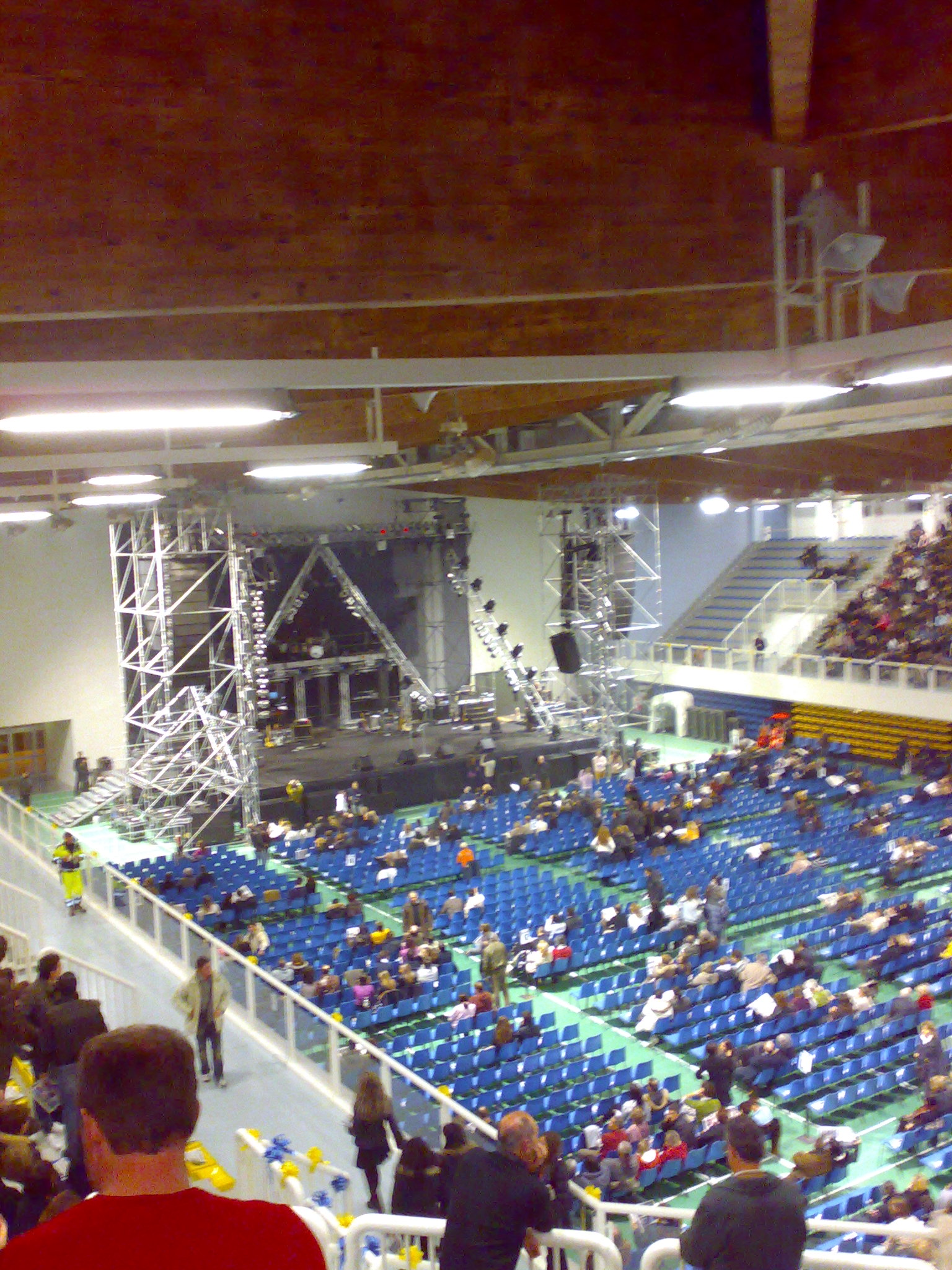
L'Arena organizzata per il concerto di Venditti nel giorno dell'inaugurazione
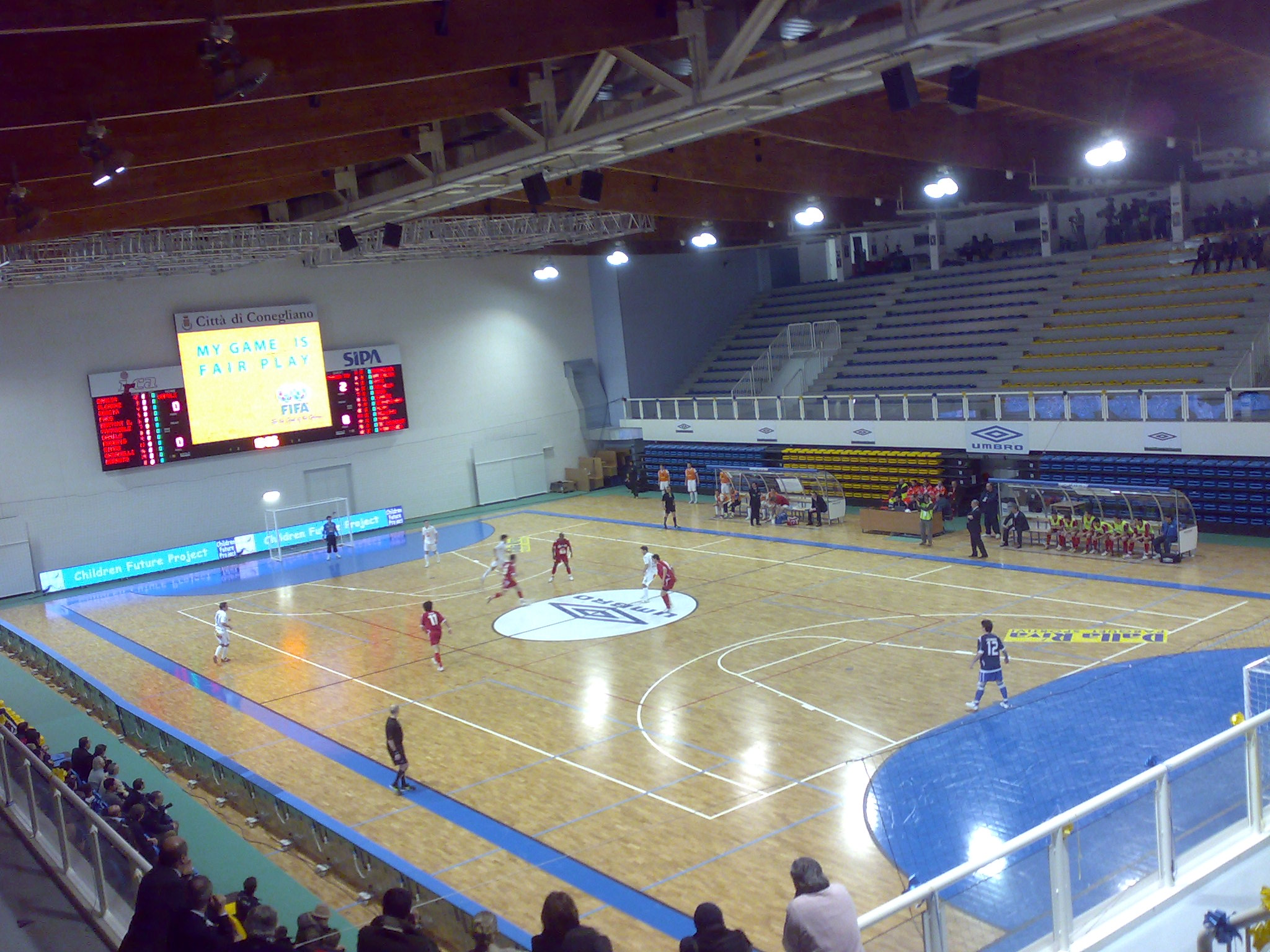
Coppa Italia 2008-2009 (calcio a 5) tra Napoli e Marca